# رنفلدان
شهر رنفلدان  در بخش رنفلدان در ایالت ارگو در کشور سوئیس واقع شده‌است که ۱۰٬۷۰۰ نفر جمعیت دارد.

## نگارخانه

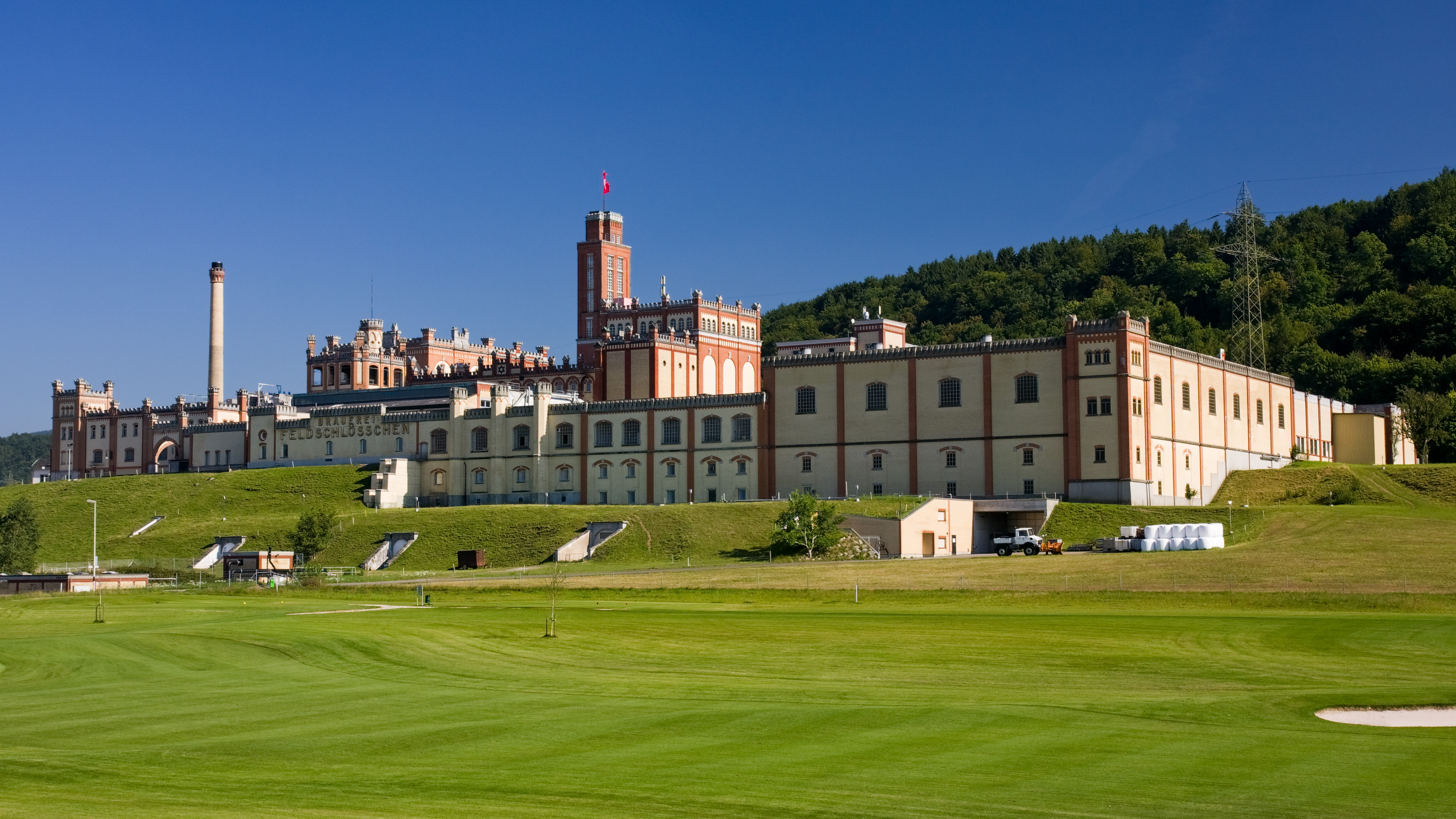
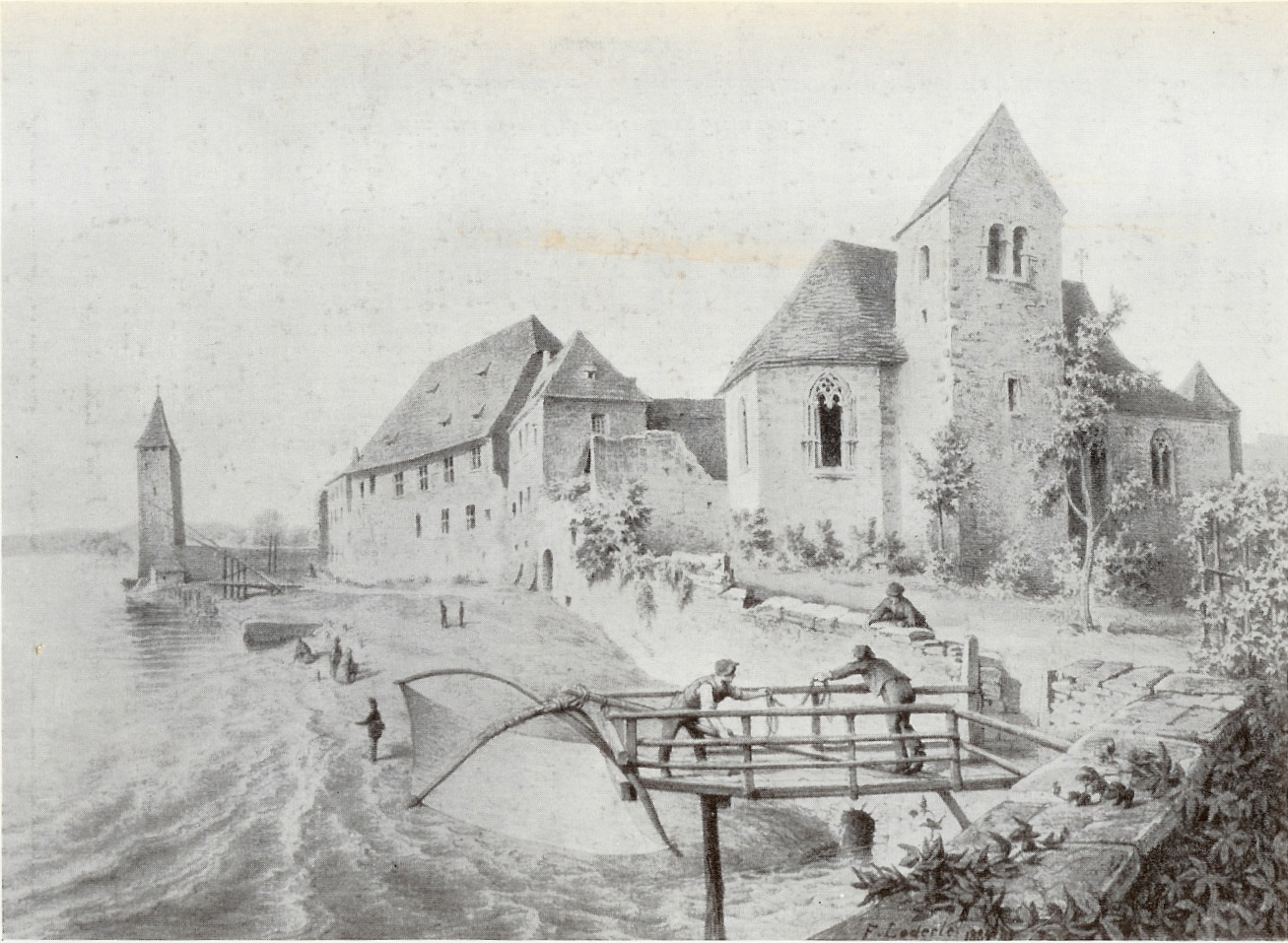
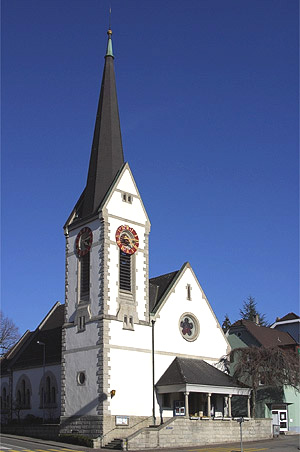